# 31511 Jessicakim
1999 CL87 (asteroide 31511) é um asteroide da cintura principal. Possui uma excentricidade de 0.12567630 e uma inclinação de 3.28223º.
Este asteroide foi descoberto no dia 10 de fevereiro de 1999 por LINEAR em Socorro.